# エリザベス・ハードキャッスル
ハードキャッスル エリザベス（Elizabeth Hardcastle、1992年4月9日 - ）は、セント・フォース所属のフリーアナウンサー、YouTuber、元山梨放送アナウンサー、元子役、元ヘアモデル。

## 来歴
東京都港区出身。父親はイギリス人、母親は日本人のハーフであり、幼少期に香港に在住経験がある。
小学生時代にSugar&Spiceに所属し子役として活動し、NHK教育の『英語であそぼ ゆかいなファミリーラップトーン!』に2001年4月から2003年3月までエリー役で出演（当時の名義は『エリザベス・ハードキャッスル』）。
恵泉女学園中学校・高等学校
から成城大学法学部に進学し、在学中の2011年、『ミス成城キャンパスコンテスト2011』のグランプリを受賞。高校時代から大学時代にかけてヘアモデルとしても活動していた。
大学卒業後の2015年、山梨放送（YBS）に入社、同期のアナウンサーは水越千尋。
アナウンサー活動時のフルネームの表記は「・」を省略および姓名を逆にした『ハードキャッスル エリザベス』だが、『わくドキやまなし』出演時等、「・」が付いた状態で表記されることがある。ハードキャッスル姓の由来について本人は「もともと、貴族の出身だそうで、その昔は…」と語っている。
2019年3月末でYBSを退社することを自身のInstagramで発表し、同年4月1日からセント・フォース所属のフリーアナウンサーとして活動を開始した。
2021年9月3日、海外を拠点で働く一般男性との結婚を発表した。結婚を機に結婚相手のいる海外に生活拠点を移すため、同年10月1日までにレギュラーを持っていた全番組を卒業した。海外移住後もセント・フォースとの契約は継続しており、セント・フォースの有料会員向けに公開しているブログについては移住後も行われている。

## 人物
エリザベスという名前の由来は、父親がレイ・チャールズの『Ellie My Love』、母親がサザンオールスターズの『いとしのエリー』が好きだったことから。
フルネームが長めなため出演番組では愛称で呼ばれることが多く、山梨放送の番組内では主に報道番組等を除き『エリー』（派生として『エリーさん』『エリーちゃん』）、『ベス』等の愛称が使用されていた。フリー転身後に放送が開始された『ONE MORNING』内では『ザベスさん』『ミズモーニング』等といった愛称が使用されており、『エリー』という愛称は使用されていなかったが、2019年9月から『news every.』に出演するようになってからは番組内でそう呼ばれる。本人は「本当は「エリー」って呼ばれたい（笑）」と語っている。
趣味はランニング・ワイン・ヨガ・温泉めぐり。特技は体が強いこと、英会話、『ててて!TV』 のコーナーで学んだ甲州弁とカイヤの物真似。
子役時代に『英語であそぼ』の出演終了後、仕事のオファーが無い時期が続き、「仕事は与えられるものではない」という挫折を味わったことを明かしている。
明石家さんまのファンであり、アナウンサーになる際の目標がさんまとの共演であったことをYBS時代の公式ブログおよびさんまの実娘であるIMALUと共演した際に明かしている。さんまとは入社後『踊る!さんま御殿!!』で共演を果たしている。

## 出演番組

### テレビ

#### 子役時代
- 英語であそぼ ゆかいなファミリーラップトーン!（NHK教育テレビ、2001年4月-2003年3月、エリー役）

#### 山梨放送時代
- ててて!TV 以前からリポーター経験あり（月-水（MC。2016年度）→火・水（リポーター、コーナー担当。2017年度）→水・木（2018年度））
- わくドキやまなし（2017年4月-2019年3月）
- 山梨マルシェ（2017年4月-2018年3月）
- YBSニュース

#### セント・フォース時代
- news every.（2019年9月30日 - 2021年10月1日、日本テレビ） - カルチャーキャスター（カルスポっ・気になる！を担当）
- その他バラエティ番組ゲスト

### ラジオ

#### 山梨放送時代
- Do!ng（2017年4月-2019年3月）
- はみだし しゃべくりラジオ キックス （2018年4月-2019年3月、金曜アシスタント）
- アフタヌーン ジューク★ボックス
- YBSラジオニュース

#### セント・フォース時代
- ONE MORNING（TOKYO FM・JFNC、2019年4月 - 2021年3月31日）
- ONE MORNING FRIDAY （TOKYO FM・JFNC、2019年10月 - 2021年3月26日)
- ホリデースペシャル TOKYO FM ザ・ベスト（TOKYO FM、2019年7月15日・8月12日）
- デュアルでルルル♪（TOKYO FM・JFNC、2020年9月6日 - 2021年9月26日）[26]